# Constantă de viteză
În cinetica chimică, constantă de viteză a unei reacții, notată cu k, ajută la cuantificarea vitezei de reacție.
Pentru o reacție chimică ce are loc între reactanții A și B, cu formarea produsului C:
a A + b B → c C
viteza de reacție va fi de forma:
{\displaystyle r=k(T)[\mathrm {A} ]^{m}[\mathrm {B} ]^{n}}
În acest caz, k(T) este constanta de viteză a reacției, care depinde de temperatură. [A] și [B] reprezintă concentrațiile molare ale substanțelor A și B în moli per unitate de volum de soluție.
Exponenții m și n se numesc ordine parțiale de reacție și depind de mecanismul de reacție, deci adesea nu sunt egali cu coeficienții stoechiometrici (se determină empiric).